# Leominster (Massachusetts)
Leominster és una població dels Estats Units a l'estat de Massachusetts. Segons el cens del 2000 tenia 41.303 habitants. No s'ha de confondre amb el seu epònim al comtat de Herefordshire a Anglaterra.

## Demografia
Segons el cens del 2000, Leominster tenia 41.303 habitants, 16.491 habitatges, i 10.900 famílies. La densitat de població era de 552,2 habitants/km².
Dels 16.491 habitatges en un 32,9% hi vivien nens de menys de 18 anys, en un 49,5% hi vivien parelles casades, en un 12,5% dones solteres, i en un 33,9% no eren unitats familiars. En el 27,9% dels habitatges hi vivien persones soles el 10,7% de les quals corresponia a persones de 65 anys o més que vivien soles. El nombre mitjà de persones vivint en cada habitatge era de 2,48 i el nombre mitjà de persones que vivien en cada família era de 3,05.
Per edats la població es repartia de la següent manera: un 25,5% tenia menys de 18 anys, un 7,2% entre 18 i 24, un 32,4% entre 25 i 44, un 21,3% de 45 a 60 i un 13,6% 65 anys o més.
L'edat mediana era de 36 anys. Per cada 100 dones de 18 o més anys hi havia 88,1 homes.
La renda mediana per habitatge era de 44.893 $ i la renda mediana per família de 54.660$. Els homes tenien una renda mediana de 41.013 $ mentre que les dones 30.201$. La renda per capita de la població era de 21.769$. Entorn del 7,2% de les famílies i el 9,5% de la població estaven per davall del llindar de pobresa.

## Poblacions més properes
El següent diagrama mostra les poblacions més properes.